# Bataille d'Adys
Première guerre punique
Batailles
- Messine
- Agrigente
- Îles Lipari
- Pointe d'Italie
- Mylae
- Sulci
- Tyndaris
- Cap Ecnome
- Adys
- Tunis
- 1re Panormus
- 2e Panormus
- Lilybée
- Drépane
- Phintias
- Drépane
- Mont Héricté
- 1re Mont Eryx
- 2e Mont Eryx
- Îles Égades

La bataille d'Adys de 255 av. J.-C. fut une bataille entre les armées de Carthage et celles de la République romaine dirigées par Marcus Atilius Regulus, durant la première guerre punique, dans la ville d'Adys en Tunisie. Regulus infligea une défaite cuisante aux Carthaginois, qui ensuite demandèrent la paix. Cependant, la première guerre punique continua car les termes de la paix proposée étaient si durs que les Puniques se résolurent à continuer le combat.

## Contexte
En 256, une armée romaine menée par les consuls Lucius Manlius Vulso et Marcus Atilius Regulus envahit le territoire africain de Carthage. L'armée romaine poussa à la capitulation la cité de Clupea (actuelle Kélibia).
Après l'installation de lignes de défenses pour la ville et le rassemblement d'environ 20 000 esclaves et les troupeaux de bétail de la campagne, ils reçurent des instructions de Rome selon lesquelles Vulso devait rentrer à Rome, prenant avec lui la majeure partie de la flotte, y compris tous les navires de transport. Regulus, de son côté, devait rester avec une force de 15 000 soldats d'infanterie et de 500 cavaliers.
À ce moment, Carthage avait rappelé de Sicile le général Hamilcar et son armée de 5 000 soldats d'infanterie et ses 500 cavaliers pour se joindre aux généraux Bostar et Hasdrubal en Afrique. L'armée était constituée de mercenaires, d'infanterie légère africaine, de miliciens, de cavalerie et d'éléphants. L'armée punique organisa la défense d'Adys qui était désormais menacée de siège par les Romains. En dépit de la supériorité de leur cavalerie et des unités d'éléphants de guerre, les Puniques prirent position sur la colline dominant la plaine.
Le manque de formation et la structure de commandement éclatée handicapèrent l'armée punique. En dépit de cette situation, les Carthaginois décidèrent de résister aux Romains.

## La bataille
Les Romains déployèrent leurs forces autour de la colline durant la nuit et attaquèrent des deux côtés à l'aube. L'infanterie Carthaginoise, composée en grande partie de troupes mercenaires, oppose d'abord une rigoureuse résistance à l'attaque redoublée des Romains; mais enfin elle succombe à leurs efforts multipliés. Les éléphants et la cavalerie carthaginoise ont pu s'enfuir, ne pouvant être efficaces dans la bataille.
Les Romains poursuivirent le reste de l'infanterie Carthaginoise puis pillèrent le camp carthaginois.
Ne rencontrant aucune résistance, l'armée romaine poursuivit sa route en marchant vers Carthage, s'arrêtant à Tunis.

## Conséquences
Cette défaite sema le trouble à Carthage. Les Numides étaient remontés contre leurs chefs et la ville était envahie de réfugiés en provenance des campagnes. Cette augmentation de la population liée à un arrière-pays dévasté eut comme conséquence une crise alimentaire ainsi que, peut-être, des épidémies.
Malgré ces menaces, Regulus et son armée de deux légions avaient peu de chance de réduire la ville sans renforts. Pire, sa charge de consul serait bientôt achevée et il n'aurait pas la gloire de finir la guerre.
Les négociations s'ouvrirent de fait : Regulus exigea que Carthage cède la Sicile, la Corse et la Sardaigne, renonce à sa marine, paye une indemnité de guerre et signe un traité aboutissant à un statut de vassal. Face à de telles exigences, Carthage refusa et décida de poursuivre la guerre.

## Sources
- (en) Cet article est partiellement ou en totalité issu de l’article de Wikipédia en anglais intitulé « Battle of Adys » (voir la liste des auteurs).

Atlas des plus mémorables batailles, combats et sièges des temps anciens, du Moyen Âge et de l'âge moderne (Fr de Bausler, édition B.Herder, Carlsrouhe et Fribourg, 1837)